# 담나티오 아드 베스티아스

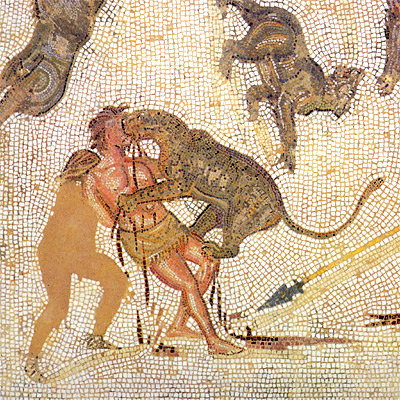
범죄자를 공격하는 표범들, 기원후 3세기, 튀니지 고고학 박물관

담나티오 아드 베스티아스(damnatio ad bestias)는 고대 로마의 사형 방식 중 하나로 사형 선고를 받은 사람이 맹수에게 죽임을 당하도록 하는 것이다. 이 형태의 처형은 넓은 의미로의 기원전 2세기경 로마의 투수형에 속한다.
담나티오 아드 베스티아스는 고대 로마의 평민 계급인 플레브스의 유흥 행위로 여겨진다. 기원후 80년경에는 콜로세움의 경기로 사자와 같은 야생 동물에게 죽임을 당하는 것이 확립되었다. 기원후 1세기에서 3세기 사이에는 흉악범, 도주한 노예, 기독교인 등을 대상으로 행해졌다.

## 같이 보기
- 기록말살형
- 코끼리로 으깨기
- 로마 제국의 기독교 박해
- 공개 처형